# Cuora bourreti
La tartaruga scatola di Bourret (Cuora bourreti Obst & Reimann, 1994) è una rarissima specie di tartaruga della famiglia dei Geoemididi.

## Descrizione
C. bourreti, dopo essere stata considerata sottospecie di Cuora galbinifrons, è stata recentemente elevata al rango di specie a sé stante. Il carapace è moderatamente bombato, con una banda scura laterale. Il piastrone presenta un pattern a macchie nere.

## Distribuzione e habitat
L'areale di questa testuggine terrestre è localizzato nel Vietnam centrale, ma è verosimile che si estenda fino al Laos. L'habitat è rappresentato dalle umide foreste montane.

## Biologia
Biologia come in C. galbinifrons.